# Leonardo Medel
Pour les articles homonymes, voir Medel.
Leonardo Medel Lizama, né le 5 juillet 1983 à Punta Arenas (Chili), est un réalisateur et scénariste chilien.

## Biographie
Originaire de Punta Arenas, Leonardo Medel s'installe à Santiago pour étudier le cinéma à l'école de cinéma du Chili (Escuela de Cine de Chile (es)) où, avec le collectif SURE, il réalise plusieurs clips vidéo et courts métrages, notamment Santa Lucía.Zip, qui remporte en 2004 la catégorie « Compétition Étudiants en cinéma et audiovisuel » au 11e Festival international du film de Valdivia (es), et Bubble Wand o Aquel juguete para hacer burbujas que en nuestra lengua resulta imposible nombrar, qui, en 2006, participe à la 13e édition de ce même concours. Pendant cette période, il réalise également des clips vidéo pour Rosario Mena, Muza, Lluvia Ácida et Gepe (es).
En 2006, il réalise son premier long métrage, Papá o 36.000 juicios de un mismo suceso, avec l'acteur Willy Semler et les actrices Macarena Losada et Mariela Mignot. Le film, réalisé pour DVD, consiste en la recombinaison aléatoire de plus de 2 000 000 de scènes (2.000.000 scènes ?! cela fait 200.000 scènes de 10 secondes, par exemple ; combien de dvd ?) pour donner différentes lectures à une même histoire. En octobre de l'année suivante, il est créé au 19e Festival international du film de Viña del Mar (es) et sort en salles en novembre 2008 avec sa distribution sur DVD,.
En 2016, il réalise le premier long métrage chilien en réalité virtuelle, Constitución, qui raconte l'histoire de Claudio Aravena, un photographe de mode qui, après avoir été victime d'un accident, perd la mémoire et est paralysé. Le film est présenté en première en juin de la même année à la salle ArteCon de Constitución et plus tard en novembre au Cinemark Alto las Condes à Santiago. Harem est le deuxième long métrage en réalité virtuelle réalisé par Medel, filmé en juillet 2017 et en cours de post-production, en attente d'une date de sortie, et qui propose des performances de Mariana Di Girolamo, Wendy Sulca, Daniela Chaigneau, Tutu Vidaurre, Daniela Geisse, Fernanda Ramírez, Eliana Albasetti, Ricardo Weibel et la participation spéciale de Patricia Rivadeneira. Le film raconte l'histoire d'un homme (c'est ce que vit le spectateur) qui se réveille au milieu de sa veillée, entouré de ses sept femmes qui lui racontent que l'une d'elles a tenté de le tuer. En février 2018, il enregistre Hotel Zentai, où quatre histoires se croisent dans l'espace d'un club zentai, où ses participants portent des combinaisons en lycra et se frottent les uns contre les autres. Mettant en vedette Mariana Di Girolamo, Antonia Zegers, Alejandro Goic, Fernanda Ramirez, Eliana Albasetti, Daniela Geisse et Ricardo Weibel, il lancera sa première bande-annonce le 9 mai, dans le cadre de Trends Presents à NEXT, au Marché du film de Cannes.

## Filmographie
- 2004 : Santa Lucía.Zip (court métrage, 5 min)
- 2006 : Bubble Wand (court métrage, 29 min)
- 2008 : Papá o 36 mil juicios de un mismo suceso
- 2009 : The Bubble-Wand Remixes
- 2013 : LAIS
- 2014 : MILF
- 2015 : COACH
- 2016 : Constitución
- 2020 : La Verónica

## Récompenses et distinctions
- (en) Leonardo Medel: Awards, sur l'Internet Movie Database